# OL Reign
El Seattle Reign és un club femení de futbol de Seattle que juga a la NWSL.
Ha sigut subcampió del campionat al 2014 i 2015. En totes dues ocasions va acabar primer la fase regular.